# Кузьменка
Кузьме́нка (у минулому — Фрунзе, Кузьменко, Кузьменкова, Ново-Благодатна) — село в Україні, у Роздільнянській міській громаді Роздільнянського району Одеської області. Населення становить 208 осіб. Відноситься до Буцинівського старостинського округу.
Повз Кузьменку проходить автошлях обласного значення О160506 (ст. Вигода - Роздільна).

## Історія
Відомо, що у 1860 році село вже існувало під назвою Ново-благодатна (Кузьменка) ; церква була відсутня.
На  карті Шуберта 1872 року, у селі була церква.
У 1887 році в присілку Ново-Благодатна (Кузьменкова) Більчанської волості Одеського повіту Херсонської губернії мешкало 3 чоловіка та 4 жінки.
У 1896 році в присілку Ново-Благодатна (Кузьменкова) Більчанської волості Одеського повіту Херсонської губернії, було 2 двори, у яких мешкало 10 людей (6 чоловіків і 4 жінки); при селищі Калантаївка.
На 1916 рік на хуторі Кузьменко Куртівської волості Одеського повіту Херсонської губернії, мешкало 50 людей (26 чоловік і 24 жінки).
Станом на 1 вересня 1946 року хутір Кузьменка входив до складу Новодмитрівської сільської ради.
На 1 травня 1967 року село входило до складу Кіровської сільської ради.
Виконавчий комітет Одеської обласної ради народних депутатів рішенням від 15 грудня 1987 року у Роздільнянському районі утворив Буцинівську сільраду з центром в селі Буцинівка і сільській раді підпорядкував села Карпівка, Кузьменка, Міліардівка, Новодмитрівка Кіровської сільради.
У результаті адміністративно-територіальної реформи село ввійшло до складу Роздільнянської міської територіальної громади та після місцевих виборів у жовтні 2020 року було підпорядковане Роздільнянській міській раді. До того село входило до складу ліквідованої Буцинівської сільради.

## Населення
Згідно з переписом УРСР 1989 року чисельність наявного населення села становила 231 особа, з яких 98 чоловіків та 133 жінки.
За переписом населення України 2001 року в селі мешкало 197 осіб.
2010 — 217 осіб;
2011 — 220 осіб.

### Мова
Розподіл населення за рідною мовою за даними перепису 2001 року:
| Мова       | Відсоток |
| ---------- | -------- |
| українська | 87,82 %  |
| молдовська | 5,08 %   |
| російська  | 4,57 %   |
| білоруська | 1,02 %   |
| німецька   | 0,51 %   |
| інші       | 1,00 %   |

## Транспорт
Неподалік від села знаходиться зупинка «Кузьменкове» Одеської залізниці (напрямок Одеса-Роздільна-Вапнярка), де зупиняються приміські поїзди.